# Colormaq
A Colormaq é uma empresa brasileira fabricante de eletrodomésticos e cozinhas de aço com sede em Araçatuba.

## História
A empresa iniciou suas atividades em 1970 no município paulista de Araçatuba, pelo empresário Carlos Pereira da Silva, sob o nome de Colorvisão. Seus primeiros produtos foram a "leiteira banho-maria" e uma tela acrílica para proteção de tubos de imagem de televisores preto e branco.
Em março de 1976, foi fundada oficialmente a Colormaq. Neste ano, devido à falta de assistência técnica e peças para máquinas de lavar importadas e a necessidade de uma lavadora de baixo custo, desenvolveu e lançou o "tanquinho de lavar roupas", projetado a partir de um equipamento quebrado. Batizada de Colormaq, foi lançada em São Paulo no ano de 1977, sendo fabricada em aço, com caixa de fibra de vidro e capacidade para até seis quilos de roupas. Seu baixo custo impulsionou as vendas e incentivou a Colorvisão a levar a Colormaq para outras capitais. Na década de 1980, passou a ser produzida em material plástico e acabou tornando-se líder do segmento e o carro-chefe da marca até hoje.
Em 1995, impulsionada pelo Plano Real, a Colorvisão dobrou sua produção de tanquinhos e expandiu o portfólio para a produção de móveis de aço, mais especificamente armários de cozinha. Até 1995, seus produtos eram comercializados apenas na Região Centro-Sul do Brasil.
Em 2006, inaugurou sua primeira unidade fabril em Juazeiro, na Bahia, para a montagem de armários de aço. No final dos anos 2000, inicia a produção de máquinas de lavar semiautomáticas e em 2012, lança a primeira máquina de lavar automática.
Em 2017, abriu outra planta fabril na Bahia, dessa vez em Feira de Santana, para a montagem e produção das máquinas de lavar e tanquinhos. Ainda neste ano, expandiu a linha de produtos com o lançamento de centrífugas e purificadores de água.
Em junho de 2019, a fábrica de Araçatuba foi atingida por um incêndio de grandes proporções sem vítimas, mas danificando dois galpões onde armazenavam matéria-prima. Ainda em 2019, firmou parceria com a petroquímica Braskem para a produção de lavadoras com corpo plástico produzido com resíduos plásticos reciclados. Em 2020, os galpões incendiados foram reconstruídos e reinaugurados.
Em fevereiro de 2021, a empresa firmou parceria com o piloto Felipe Massa, que retornou ao automobilismo nacional após 20 anos, se tornando patrocinador oficial do piloto para a temporada 2021 da Stock Car. Em março, durante as comemorações de 45 anos da fundação, mudou a identidade visual e o logotipo.

## Unidades fabris
- Araçatuba, São Paulo -  Matriz
- Feira de Santana, Bahia - Produção e montagem de tanquinhos e lavadoras
- São Paulo, São Paulo - Showroom e departamento comercial